# Chris Finlayson
Christopher Francis «Chris» Finlayson (Wellington, 1956) és un polític neozelandès i diputat de la Cambra de Representants de Nova Zelanda des de les eleccions de 2005. És membre del Partit Nacional i forma part del gabinet de John Key. És l'actual Fiscal General de Nova Zelanda.

## Inicis
Finlayson va néixer i créixer a Wellington, on va anar al Col·legi de Sant Patrici de Wellington (St. Patrick's College, Wellington). Es va graduar amb un BA en llatí i francès i un LLM de la Universitat de Victòria de Wellington i treballà com a advocat a Wellington per un gran nombre d'anys. També treballà com a professor a la Universitat de Victòria de Wellington.

## Diputat
| Parlament de Nova Zelanda |      |                |        |          |
| Anys                      | Leg. | Circumscripció | Llista | Partit   |
| 2005-2008                 | 48   | Llista         | 27     | Nacional |
| 2008-2011                 | 49   | Llista         | 14     | Nacional |
| 2011-actualitat           | 50   | Llista         | 9      | Nacional |

Finlayson va unir-se amb el Partit Nacional quan aquest encara estava a l'escola secundària el 1974. En les eleccions de 2005 Finlayson fou el candidat pel partit a la circumscripció electoral de Mana. Es trobava 27è en la llista electoral del partit i fou elegit com a diputat de llista.
Per a les eleccions de 2008 i 2011 Finlayson fou el candidat del partit a Rongotai. No hi guanyà en cap ocasió, però fou elegit com a diputat de llista al trobar-se 14è i 9è respectivament.

### Fiscal General i ministre
En guanyar el Partit Nacional les eleccions de 2008, el nou Primer Ministre John Key nomenà a Finlayson Fiscal General, Ministre d'Arts, Cultura i Patrimoni i Ministre de les Negociacions del Tractat de Waitangi.

## Vida personal
Finlayson és gai i catòlic. No té cap parella, ja que és celibat.